# Heimano Bourebare
Heimano Bourebare (15 de mayo de 1989) es un futbolista francopolinesio que juega como mediocampista en el AS Tefana.

## Carrera
Debutó en 2010 en el AS Tefana, club con el cual, como hecho más destacable, obtuvo el subcampeonato en la Liga de Campeones de la OFC 2011-12. En 2013 firmó con el AS Dragon, aunque dejaría el club en 2014 para regresar al Tefana.

### Clubes
| Club      | País               | Año             |
| --------- | ------------------ | --------------- |
| AS Tefana | Polinesia Francesa | 2009 - 2013     |
| AS Dragon | Polinesia Francesa | 2013 - 2014     |
| AS Tefana | Polinesia Francesa | 2014 - Presente |

### Selección nacional
Con la selección tahitiana logró el campeonato en la Copa de las Naciones de la OFC 2012 y participó en la Copa FIFA Confederaciones 2013. Además, consiguió la medalla de bronce en los Juegos del Pacífico 2011.